# Michael J. Weithorn
Michael J. Weithorn, né le 17 décembre 1956 dans le Queens (New York), est un réalisateur, et producteur américain.